# Phyllanthus muriculatus
Phyllanthus muriculatus är en emblikaväxtart som beskrevs av Johannes Jacobus Smith. Phyllanthus muriculatus ingår i släktet Phyllanthus och familjen emblikaväxter.
Artens utbredningsområde är Java. Inga underarter finns listade i Catalogue of Life.